# 티리언 퍼플
티리언 퍼플(영어: Tyrian purple, πορφύρα 포르피라[*], 라틴어: purpura 푸르푸라[*])은 붉은 빛깔을 띠는 자주색 천연 염료이다. 명칭에서 티리언은 티레의 영어식 표기를 나타낸다. 본래는 뿔고둥(Murex)라 알려진, 뿔소라과의 일부 포식성 소라종에서 분비된다. 고대 시대에는, 수만 개의 소라와 부수적인 노동력이 더해진 이 염료를 추출해낸다는 것은 결과적으로 대단한 비용이 들었다. 색화합물(colored compound)은 6,6′-dibromoindigo이다.

## 역사

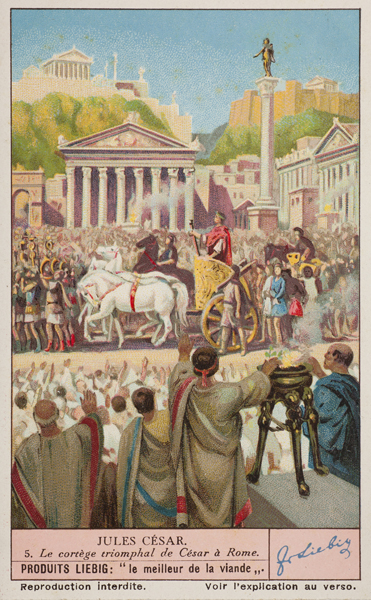
율리우스 카이사르의 개선식에 대한 20세기 묘사. 전차를 타고 있는 카이사르는 순수 티리언 퍼플로 염색된 '토가 픽타'를 입고 있다. 전경 쪽에 있는, 로마 정무관 두 명은 티리언 퍼플색 줄무늬가 들어간 흰색 옷인 '토가 프라이텍스타로 확인된다.

생물 색소는 보통 얻기 어려우며, 이에 대한 생산 방식의 상세한 내용들은 제작자들이 비밀로 붙였다. 티리언 퍼플은 뿔소라과의 일부 종들의 점액에서 만들어진 색소이다. 직물 염료 목적으로 사용하기 위한 티리언 퍼플의 생산은 이르면 기원전 1200년경에 페니키아인들이 시작하였고, 그리스인들과 로마인들이 그 생산을 이어받아 콘스탄티노플의 함락이 이뤄진 1453년까지 계속되었다. 이 색소는 제작하는 데 비용이 많이 들고 복잡했으며, 이걸로 물들인 물건은 부과 권력과 연관이 되었다. 이 시대의 직물 색깔은 고대 사회 내에서 사회적 및 문화적 관계에 대한 통찰력을 제공하며, 그 외에도 기술적 성취, 유행 방식, 사회 계층, 농업, 무역 관계에 대해서도 통찰력을 제공한다. 고고학적 연구의 가치에도 불구하고, 고고학 자료에서 직물들은 드문 편이다. 잘 썩는 천연 물질과 마찬가지로, 티리언 퍼플은 빠르게 분해되며 이 염료가 보존되기 위해서는 미생물들의 파괴를 막는 특별한 상태가 필요했다.
티리언 퍼플은 고대 페니키아인들이 이르면 기원전 1570년경부터 최초로 사용했을 수도 있다. 페니키아라는 이름 자체가 '자주색의 땅'을 의미한다고도 한다. 이 염료는 고대에 아주 비쌌는데 이 색상은 쉽게 바라지 않고, 풍화와 햇빛을 받으면 더욱 밝아졌기 때문이었다. 또한 이 색소는 다양한 색조가 나왔는데, 그 중에서도 가장 비싸게 친 것은 검은색이 옅게 들어간 피색깔이었다.
제작하기가 극도로 어려웠기에, 티리언 퍼플은 값비쌌는데 기원전 4세기의 역사가 테오폼포스는 "염료용 자주색이 소아시아의 콜로폰에서 그 무게만큼 은으로 팔렸다"라고 기록하였다. 값비싼 비용은 자주색으로 물들인 직물이 지위 상징물이 되었다는 것을 의미했는데, 이걸 사용하는 것은 사치금지법으로 제한되었다. 최고 선임 로마 정무관들은 끝 부분이 티리언 퍼플로 줄무늬가 나있는 하얀색 토가인 '토가 프라이텍스타'를 입었다. 순수하게 티리언 퍼플 색에 금색 줄무늬가 들어간,  좀 더 호화스러운 '토가 픽타'는 로마 개선식에서 축하를 받는 장군들이 입었다.
서기 4세기, 로마의 사치금치법은 더욱 엄격해져서 황제들만이 티리언 퍼플을 입는 것이 허용되었다. 이 결과로, '자주색'은 때로는 황제에 대한 환유어로 사용된다 (예를 들어 '보라색을 걸친다'는 문구는 '황제가 되다'를 의미한다). 티리언 퍼플의 생산은 이어진 비잔티움 제국에서 면밀히 통제했고 황가의 지원금을 받았는데, 황가는 이 색상을 황가의 비단을 물들이는 용도로 제한시켰다. 이후 (9세기) 재위 중인 황제한테서 태어난 아이는 '자주빛 출생'을 뜻하는 포르피로게니토스라고 하였다.
일부에서는 '볼리누스 브란다리스'에서 추출해낸 이 염료가 구약성경에서 아르가만(ארגמן)이라 알려졌다고 추측한다. 동류종의 바다 고둥 '헥사플렉스 트룬쿨루스'에서 추출된 또 다른 염료는 빛에 노출된에 푸른색을 띠었고 이것이 종교 의식 목적으로 입은 의류에 사용된 테클레트(תְּכֵלֶת)라고 알려진 것일 수 있다.

## 바다 고둥에서 채취

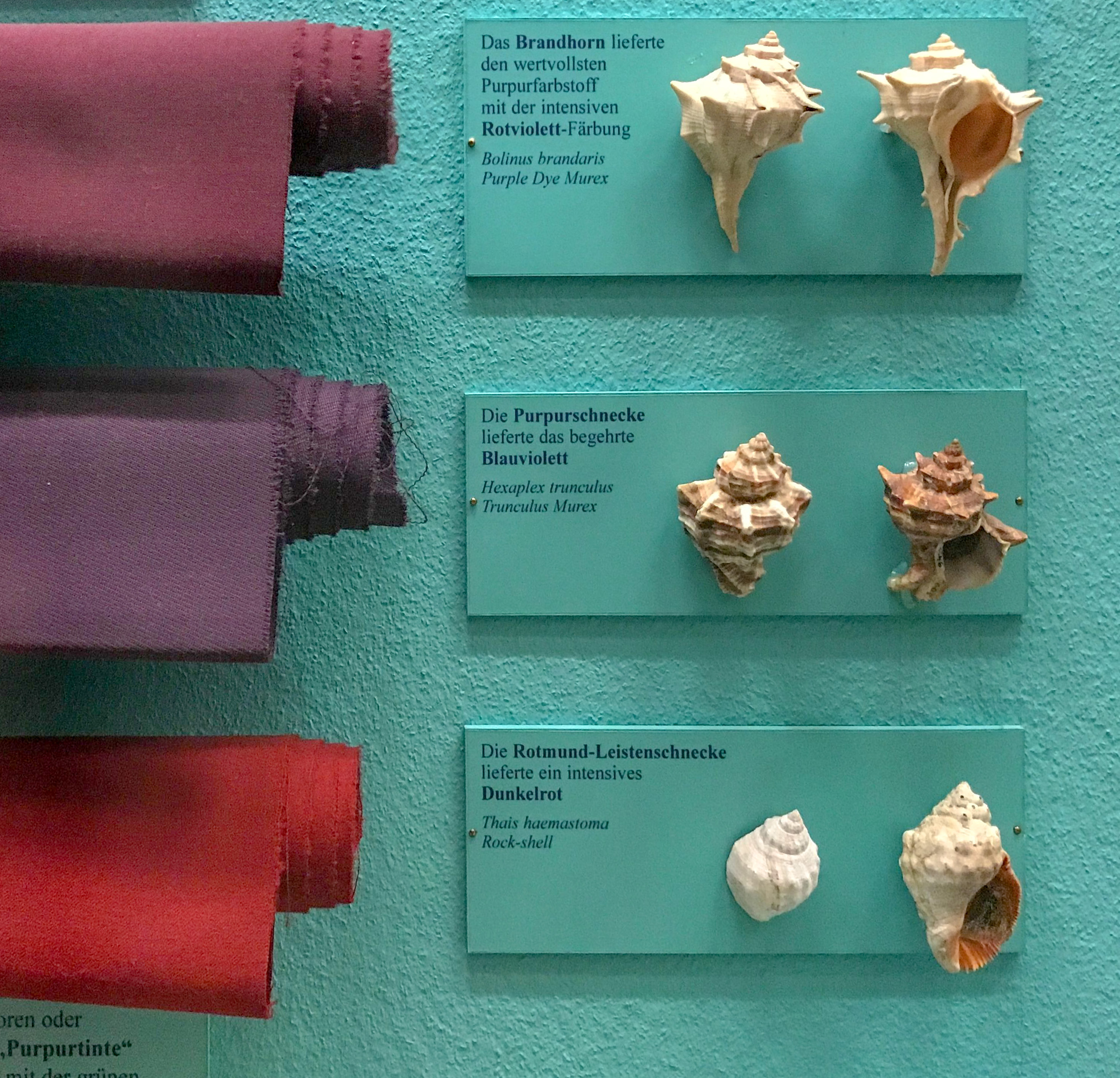
각기 다른 종의 바다 고둥으로 염색한 직물들

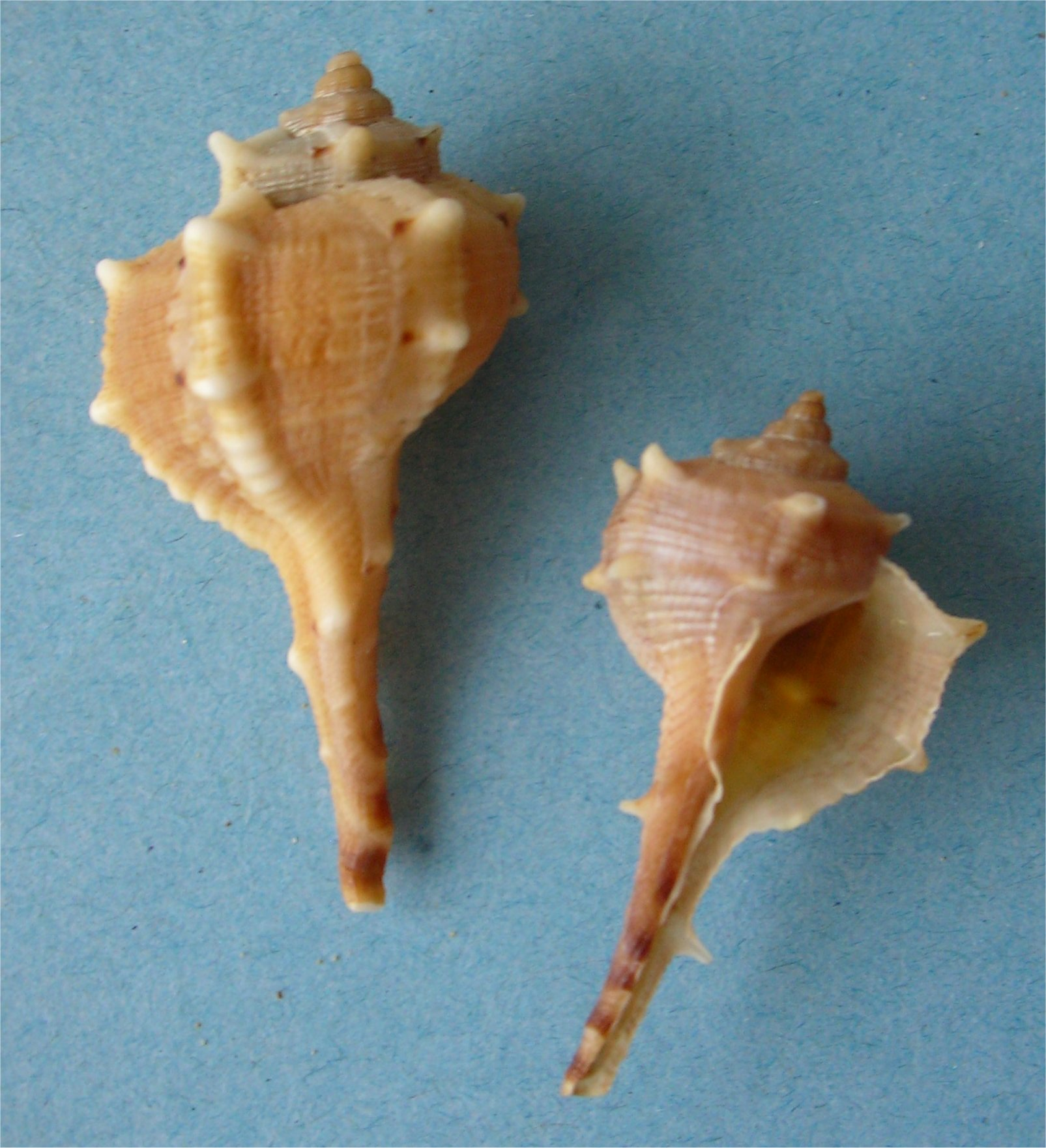
티리언 퍼플의 원료인 '볼리누스 반다리스'의 껍때기

티리언 퍼플의 물질은 지중해 동부와 모로코 대서양 해안가에서 발견되는 중형 크기의 포식성 바다 고둥 일부 종의 아가미아랫샘에서 나온 점액 분비물이다. 이 일부 종에는 해양성 복족류 가시 염료 뿔고둥 '볼리누스 브란다리스' (본래는 'Murex brandaris'라고 알려짐 Linnaeus, 1758), 줄무늬 염료 뿔고둥 '헥사플렉스 트룬쿨루스', 바위 껍데기 '스트라모니타 하이마스토마', 그리고 '볼리누스 코르누투스'같이 그 외의 덜 알려진 여러 종들이 있다. 이 염료는 유기화합물 성질의 브로민(유기브로민화합물)으로, 조류(藻類)와 일부 다른 바다 생물에서 보통 발견되고 육상 동물한테서는 발견되기 힘든 화합물의 일종이다. 티리언 퍼플은 바다 고둥에서 나온 염료보다 훨씬 싼 재료를 사용하여 흔히 만들어지는, 값싼 모조 자주색과 뚜렷한 차이를 보였다.
자연에서, 바다 고둥들은 사냥감을 제압하려는 포식 행위로서 그리고 난괴(卵塊)에 쓰이는 항균제로서 분비물을 사용한다. 바다 고둥들은 또한 포식자들에게 공격을 받거나 인간들에게 육체적으로 불편함을 느낄 때 (찌르거나 구멍을 내는 등) 분비물들을 만들어내기도 한다. 따라서, 이 염료는 좀 더 노동집약 방식이지만 재생 가능 자원 방식으로서 고둥들을 '짜내서' 모으거나 고둥들을 부수어 모을 수 있다. David Jacoby는 "무렉스 브란다리스 2만 마리로 단지 옷 한벌의 가장 자리만을 염색할 정도인 순수한 연료 1.4g이 생산된다"라고 하였다. 새하선(연체동물의 외투막에 위치) 추출을 포함한 고둥의 수확 과정을 통해, 생물학에 대한 고도의 지식이 요구되는 티리언 퍼플이 채취된다. 뿔고둥(Murex)을 원재료로 하는 염색 방식은 고둥들이 있는 곳 근처에서만 해야했는데, 신선한 재료가 염색 결과에 중대한 영향을 미쳤기 때문이었는데 장기간의 생화학적, 효소적, 광학적 반응들을 근거로 생성된 색상들은 아마 며칠간 벌어지는 환원과 산화 작용이 필요했다.
열대지역 동태평양의 '플리코푸르푸라 판사', 서부 태평양의 카리브 지역 '플리코푸르푸라 파툴라' 등을 예시로,  뿔소라과 안에 드는 전세계의 여러 다른 종들 역시도 유사한 물질  (햇빛에 노출됐을 때 오래가는 자주색 염료로 변화시킴)을 만들어내며 이 능력은 이 바다 고둥들이 나는 지역의 거주민들이 이따금 옛날부터 사용해오기도 했다 (실꾸리고둥과에서 일부 고동들처럼 다른 포식성 복족류 역시도 유사한 물질을 만들어내는 것처럼 보이며, 그럼에도 이 물질이 연구되거나 상업적으로 사용된 적은 없다). 북태평양의 대서양 고둥 또한 자주색 염료를 만들어내는 데 사용될 수 있다.

## 로열 블루
페니카이인들은 또한 때로는 '로열 블루'(royal blue) 혹은 '히아신스 퍼플'(hyacinth purple)이라 일컬어지는 짙은 파란색 염료를 만들어내기도 했으며, 이 색상은 바다 고둥의 아주 가까운 종들에서 만들어졌다.
페니키아인들은 모로코 모가도르의 퓌르퓌라이레스 제도에 생산 시설을 설치했다. 이 서부 모로코의 염료 생산 시설에서 채취된 바다 고둥은 '무렉스 트룬쿨루스'라는 옛 이름으로도 알려진 '헥사플렉스 트룬쿨루스'이다.
염료용 뿔고둥의 이 또 다른 종들은 오늘날 유럽과 아프리카의 지중해 및 대서양 해안가에서 발견된다 (스페인, 포르투갈, 모로코).

## 배경

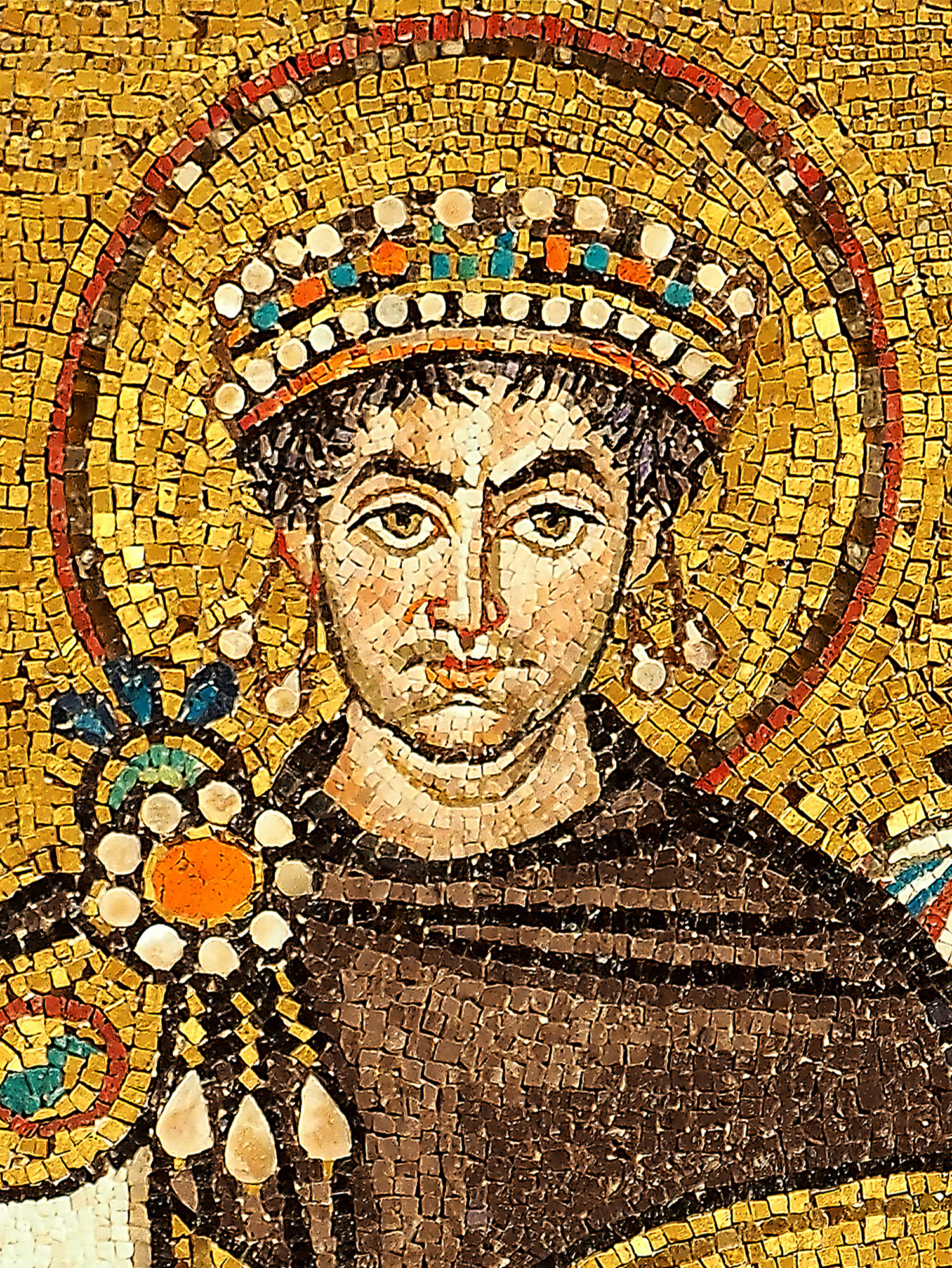
티리언 퍼플을 걸친 비잔티움 황제 유스티니아누스 1세(이탈리아 라벤나의 산비탈레 성당에 있는 6세기 모자이크)

염색견뢰성 (빛깔이 바래지지 않는) 염료는 이를 예복을 염색하는 데 사용한 로마인들에게 높게 평가받은, 사치 무역의 품목이었다. 염료로 사용된 색상은 파랑색 (옐로 오렌지에 해당하는 590 nm에서 최대 흡광도)에서부터 자주색 (녹색에 해당하는 520 nm에서 최대 흡광도) 등이 있다. 자주빛으로 염색한 옷감이 오래되면 자주빛 색상의 강도가 바래지기보다는 향상된다고 여겨진다. 비트루비우스는 패류에서 티리언 퍼플이 만들어지는 것은 언급했다. 아리스토텔레스는 저서 《동물지》에서 티리언 퍼플이 얻어지는 패류와 이 염료를 만들어내는 조직을 추출하는 과정을 묘사했다. 대 플리니우스는 저서 《박물지》에서 티리언 퍼플의 생산에 대해 묘사했다:
이것 (패류)을 채취하기 가장 좋은 때는 큰개자리가 뜬 이후나 봄이 시작되기 전이며, 패류들이 한번 그 밀랍 같은 분비물을 배출하기만 하면, 그 액체는 더 이상 점성이 없어지고 만다. 그렇지만 이런 내용이 가장 중요한 점이나 염색업자의 작업소에서 모르고 있는 내용이기도 하다. 채취를 한 뒤에, 패류의 혈관 (새하선)은 이전에 말했던 것처럼 추출이 이뤄지며, 분비물 100 파운드당 1 섹스타리우스 (대략 591 ml)의 소금이 필요하다. 소금과 섞은 분비물을 용기에 3일간 담가두면 충분하며 그 분비물이 신선하면 할 수록 더욱 더 좋다. 그 다음에 주석이나 납으로 된 통에 끓이고, 모든 암포라마다 적당한 열을 가하여 염료 500 파운드가 남도록 졸여줘야 한다. 이를 위해 통은 가마와 연결된 기다란 깔때기 끝에 놓여야 한다. 그리고 끓는 동안에, 혈관에 꼭 달라 붙어 있는 살덩이 부분을 염료에서 이따금씩 걷어낸다. 일반적으로 대략 10일이면 통의 내용물 전체가 액체 상태가 되는데, 여기에 기름기가 제거된 양털을 시험 삼아 넣는다. 색상이 그것을 준비하는 사람들에게 만족할 때까지 계속 끊인다. 붉은 빛깔이 된 색조는 어두운 색을 띠는 것보다 좋지 않은 것으로 여겨진다. 염료가 완성되면, 양모를 다섯 시간 동안 다근 다음에 소모(梳毛) 과정을 거치고 색상이 완전히 물들 때까지 다시 염료통 안에 넣어준다.
티레에서 나온 고고학 자료는 바다 고둥들이 커다란 통들에 담긴 뒤에 분해되게 두어졌다는 것을 가리킨다. 이 과정에서 고대 저자들에게 실제로 언급됐던 끔찍한 악취를 만들어냈다. 그 이후의 과정에 대해선 거의 알려진 것이 없으며, 대량 생산되는 두 뿔고둥 염료의 실제 고대 제작 방식은 아직까지는 실제로 복원되지는 않았다. 모든 이들한테서 높게 평가받는, 이 특별한 "검은 빛깔을 띠는 피색깔"의 색상은 한번은 'H. trunculus'의 인디고 염료에 그리고 'B. brandaris'의 자주색 염료에 옷감을 두 번 담가 얻어지는 것으로 여겨진다.

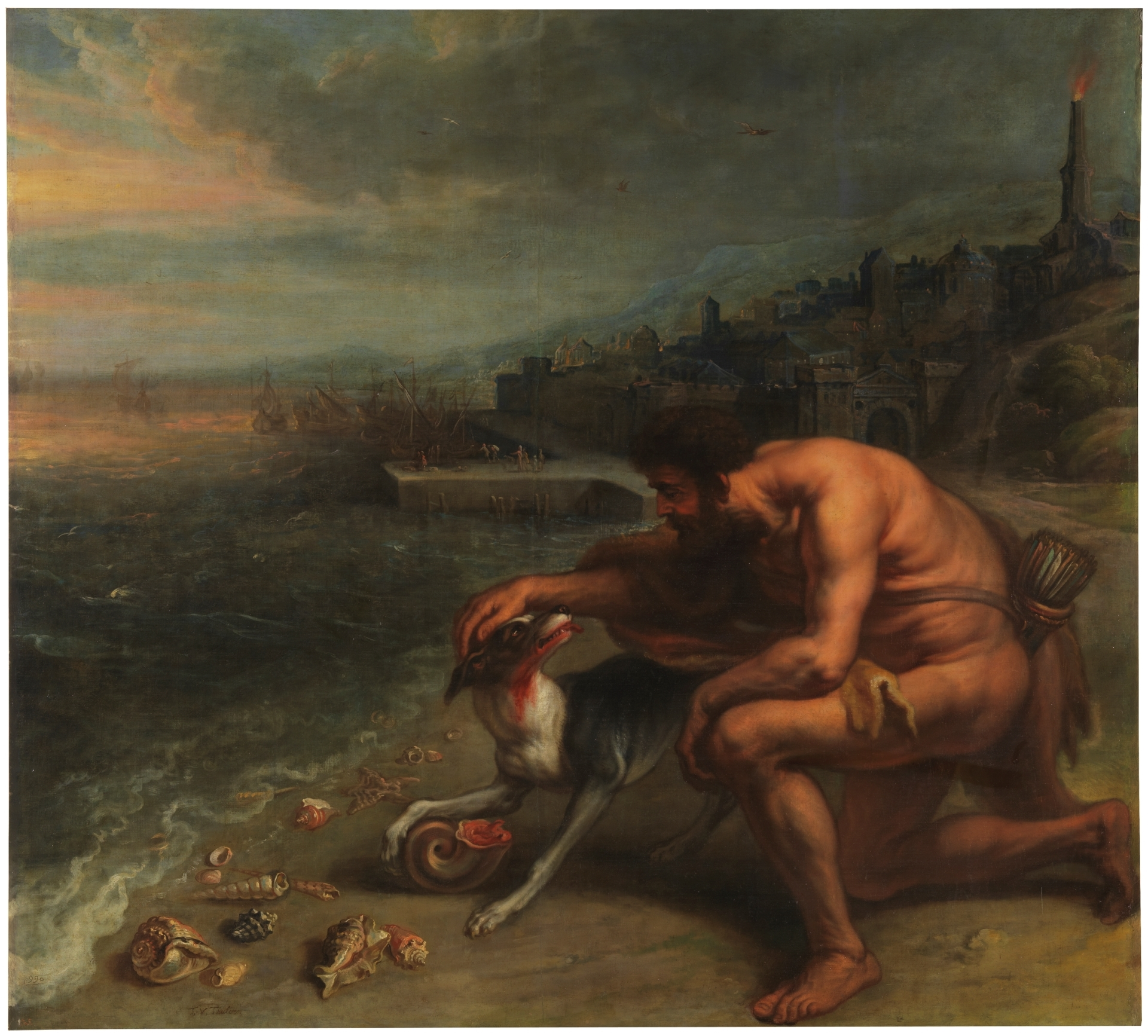
테오도르 반 튈덴의 '자주색 염료를 발견한 헤라쿨레스의 개' (1636년경작)

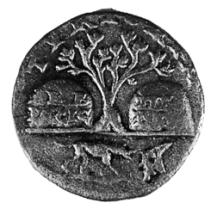
바다 고둥을 물고 있는 개를 묘사하고 있는 페니키아 주화

서기 2세기에 저술 활동을 한, 로마의 신화 기록가 율리우스 폴룩스는 철학자 티레의 헤라클레스 또는 그의 개가 처음으로 발견했다고 주장하며 (Onomasticon I, 45–49), 그의 개가 티레의 해안가를 따라 있는 고둥들을 씹으며 자주빛이 입에 묻었다고 한다. 이 이야기는 페테르 파울 루벤스의 '자주색 염료를 발견한 헤라쿨레스의 개'에 묘사되어 있다. 요안네스 말랄라스에 의하면, 이 사건이 페니키아인들의 시조 티레의 왕 포이닉스 재위 때 일어났다고 하며, 따라서 포이닉스는 티리언 퍼플을 착용하고 이에 대한 사용법을 법제화 한 최초의 통치자이다.
최근 들어, 크레타섬에서 나온 상당한 양의 뿔고둥 껍데기에 대한 고고학 발견물은 미노아인들이 티레인들보다 앞서 티리언 퍼플의 추출을 했을 지도 모른 다는 점을 시사했다. 모아진 그릇들에 대한 연대 추정에서 이 염료가 기원전 20-18세기인 중기 미노아 시대 때 만들어졌을 수 있다고 나타났다. 이탈리아 남부의 코파 네비게타 유적지에 있는 오두막에서 발견된 부서진 뿔고둥 껍데기들에 대한 패총은 최소한 기원전 18세기부터 그곳에서 자주색 염료가 생산됐음을 암시한다. 추가적인 고고학 증거물이 이스라엘 지역의 대규모 철기 시대 제련소 유적지인 슬라베스 언덕(Slaves’ Hill, 34 구역)에서 발견물을 찾아볼 수도 있으며, 이 발견물들은 방사성 탄소 검사를 통해 기원전 11세기 말에서 10세기 초의 것을 면밀히 추정되었다. 이 지역의 발견물에는 그릇 조각들에 사용된 책색제에서 자주색 염료가 사용된 증거물들이 있다. 도자기에서 염료의 사용 증거들은 환원된 염료 용액들이 공기에 노출되고, 보라색으로 변화하는 산화 작용이 이뤄지는 곳인  세라믹 도기의 윗부분, 안쪽 표면에서 주로 발견된다.
비잔티움 황가를 위한 뿔고둥 자주색 염료 제작은 제4차 십자군 전쟁의 중대한 사건인 1204년의 콘스탄티노플 약탈과 함께 갑작스러운 끝을 맞이했다. David Jacoby는 "비잔티움 황제나 옛 비잔티움 영토에 세워진 라틴 제국의 통치자 모두 뿔고둥 자주색 염료 제작에 필요한 재원을 모을 수 없었다. 다른 한편에선, 뿔고둥 채집과 순수한 자주색 염색 행위 등이 10세기에서 13세기 이집트에서 이뤄졌다."라고 결론지었다. 이와 대조적으로, Jacoby는 서방권 사료, 심지어는 십자군 국가 시절 레반트에서조차 뿔고둥의 채집이나 염색에 대한 언급이 없고, 착색제 무역에서도 언급이 없다는 것을 발견하였다. 대신에 서유럽권에서는 '연지벌레'에서 나오는, 크림슨이라고도 알려진 버밀리언으로 관심을 돌렸다.
1909년에, 하버드 대학의 인류학자 젤리아 너톨은 고대 근동 지역과 고대 멕시코 지역에서 황금보다 귀한 취급을 받은 로열 퍼플의 원료인 육식성 뿔고둥으로 만든, 자주색 염료 제작에 관한 집약적인 비교 연구서를 집필했다. 고대 멕시코인들은 페니키아인들과 동일한 제작법을 사용했을 뿐만 아니라, 귀족들의 의복으로서 코덱스에 나타났듯이 모든 다른 것들보다도 뿔고둥으로 염색한 의복을 가장 높게 평가했다. 너톨은 "멕시코의 뿔고둥으로 염색한 의복이 참을 수 없는 … 강한 생선 냄새를 품고 있으며, 이는 색깔만큼이나 오래 지속되는 것으로 보인다"라고 언급하였다 마찬가지로, 고대 이집트의 '아나스타시 파피루스'는 "염료 제작자의 손에선 생선 썩는 내가 난다 ..."라고 애석해한다" 이 악취가 몹시나 잘 배어들어서 탈무드에서는 여성들에게 혼인하고 나서 염색업자가 된 남편과 이혼할 수 있는 권한을 부여하기도 했다.
2021년에, 고고학자들은 이스라엘 팀나 계곡에서 로열 퍼플로 염색된 양모 조직을 발견하였다. 기원전 1천년대로 추정하는 이 발견물은 고대 시대의 이 염료로 염색된 직물에 대한 최초의 직접적 증거물이다.

## 북아프리카의 뿔고둥 염료 제작

티리언 퍼플의 주요 구성 요소인 6,6′-dibromoindigo의 화학 구조

뿔고둥 자주색은 여러 페니키아 지역들에서 가장 중요한 산업이었고 카르타고도 예외는 아니었다. 이 한때 가장 수익성 좋던 산업에 대한 흔적들은 케르쿠안, 주키스, 제르바, 그리고 카르타고 등 많은 포에니 유적지들에서 여전히 볼 수 있다. 플리니우스에 의하면, 멘닉스 (Meninx, 오늘날 제르바)는 아프리카 지역에서 최고 품질의 자주색을 만들어냈으며, 이곳의 제작품은 티레의 것 다음으로 높은 평가를 받았다. 에사우이라 (모로코)에서도 발견되기도 했다. 로열 퍼플 또는 임페리얼 퍼플은 히포의 아우구스티누스 (서기 354년–430년) 시기 그리고 로마 제국의 종말 이전까지 사용되었을 수 있다.

## 염료의 화학 성질
각기 다른 고둥들로 만든 '티리언 퍼플'의 색상 변화들은 인디고 염료 (파랑), 6-bromoindigo (자주색), red 6,6′-dibromoindigo의 존재와 관련이 있다. 색상에서 추가적인 변화들은 빛의 노출로 인한 탈브롬 (테클레트의 경우)이나 열처리를 통해 유발될 수 있다. 자주색의 최종 색조는 크로마토그램으로 결정되며 인디고틴 (IND)과 인디루빈(INR) 등 단일 검사에서 HPLC 분석을 통해 확인 가능하다. 이 두 성분은 패류의 일부 종들을 비롯하여 대청 ('Isatis tinctoria L'.)과 쪽 (Indigofera tinctoria L) 같은 식물들에서도 발견된다.
1998년, 장기간의 시험과 오류 과정을 거쳐, 티리언 퍼플로 염색하는 과정이 재발견되었다. 이 발견은 15세기에서 18세기의 기록물들을 토대로 하며 대청의 발효 뒤에 숨겨진 생명 공학 과정의 새로운 문을 열었다. 대 플리니우스가 기록한 티리언 퍼플에 대한 불완전한 고대의 레시피 역시도 참고되었다. 염료통의 소금 함량을 바꾸고 탄산칼륨을 추가하며, 진한 자주색으로 양모를 염색해낼 수 있었다.
최근 유기 전자 분야의 연구에서 티리언 퍼플이 앰비폴러식 유기 반도체임이 밝혀졌다. 티리언 퍼플을 기반으로 한 트랜지스터와 회로를 염료가 승화된 얇은 막로부터 생산될 수 있다. 티리언 퍼플의 뛰어난 반도체 성질들은 유동성에 필수적인 파이 스태킹을 강화시켜주는, 강력한 분자간 수소 결합에서 비롯한다.

## 오늘날 염료 렌더링
대부분의 고채도 안료처럼 순수 티리언 퍼플은 표준 RGB 컴퓨터 모니터에서 정확하게 구현해낼 수 없다. 고대의 기록들 역시도 완전히 일치하지 않으나,  swatches는 추정상의 색상 범위를 대략적으로 나타낸다.
_________ 

_________
낮은 색상 범위 중 하나는 sRGB 색상 #990024로, 2.2 감마 보정을 거쳐 출력 장치로 보기 위해 만든 것이다. 영국 왕립원예협회의 색상 코드로는 66A라고 나타나며, 티리언 퍼플과 동의어로 보통 사용되는 '티리언 레드'에 해당한다.

## 갤러리

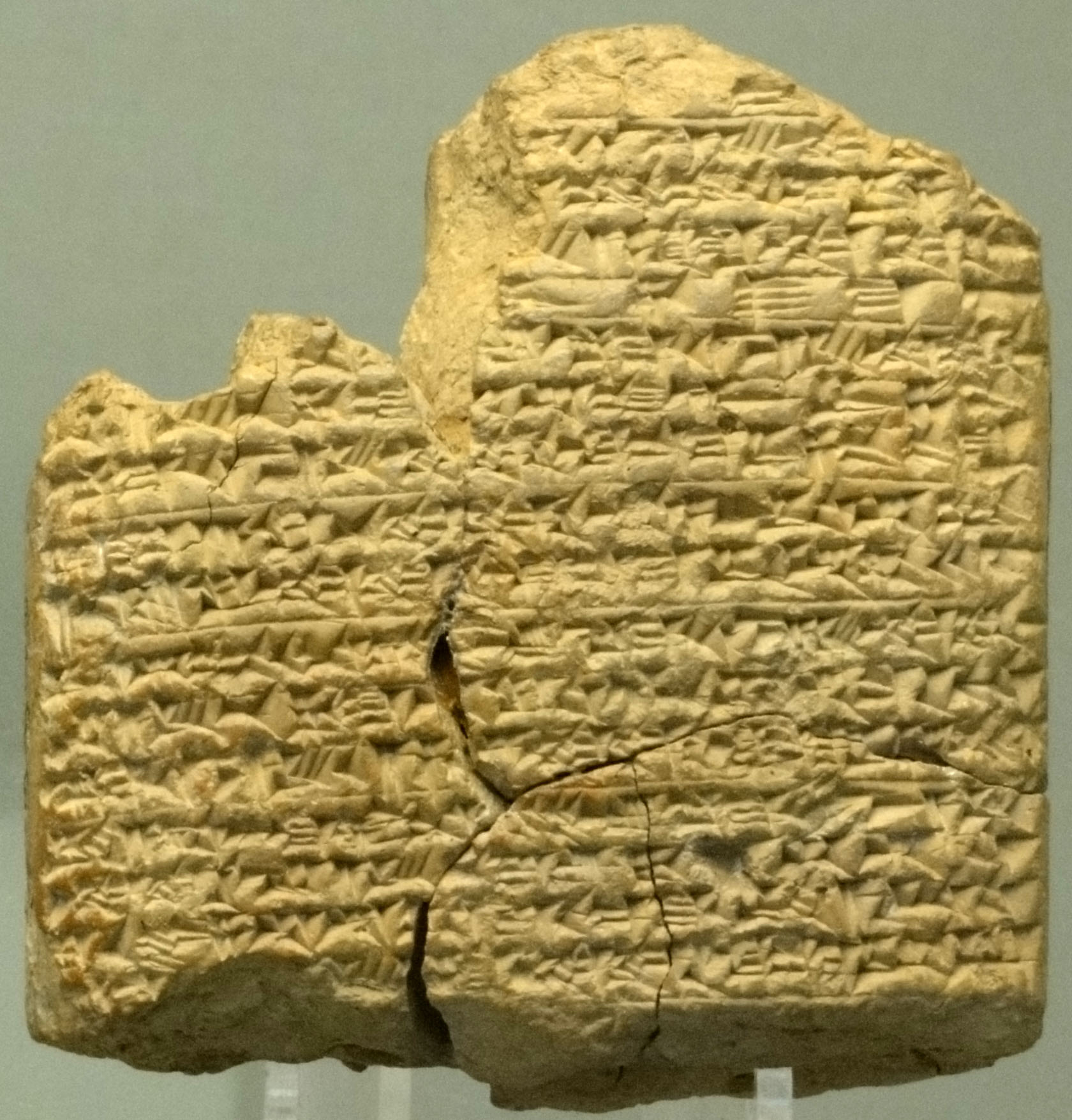
기원전 600-500년 시기로 추정되는 쐐기 문자 석판. 자주색과 파란색으로 양모를 염색하는 내용이 있다. Ref.틀:British-Museum-db.
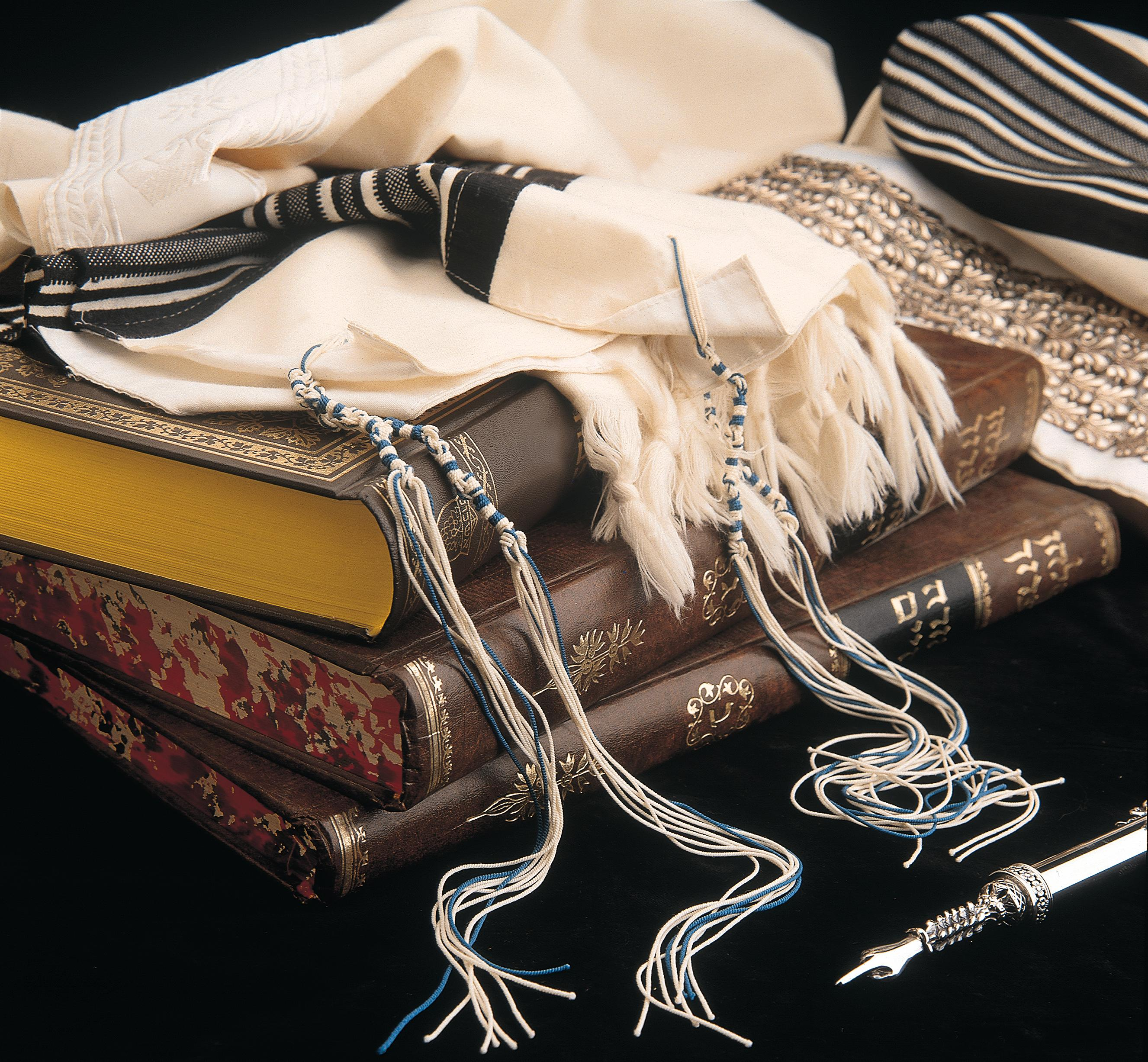
'헥사플렉스 트룬쿨루스'에서 비롯한 염료로 만든 테클레트 실이 있는 '치치트'.
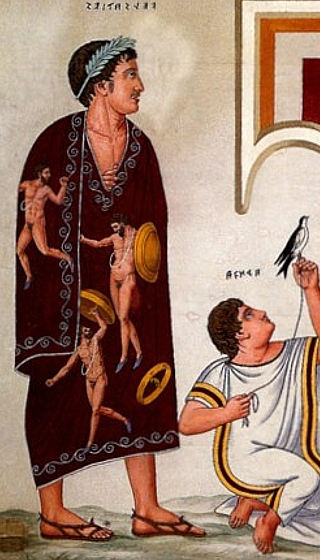
온전히 자주색으로 된, '토가 픽타'를 입은 사내의 그림 (에트루리아 시대 무덤 (기원전 350년경).
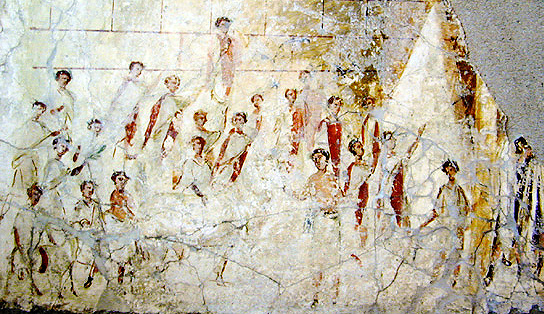
종교 의식을 치르는 중 자주색 줄무늬가 들어간 '토가 프라이텍스타이'를 입은 로마인들 (기원전 1세기).
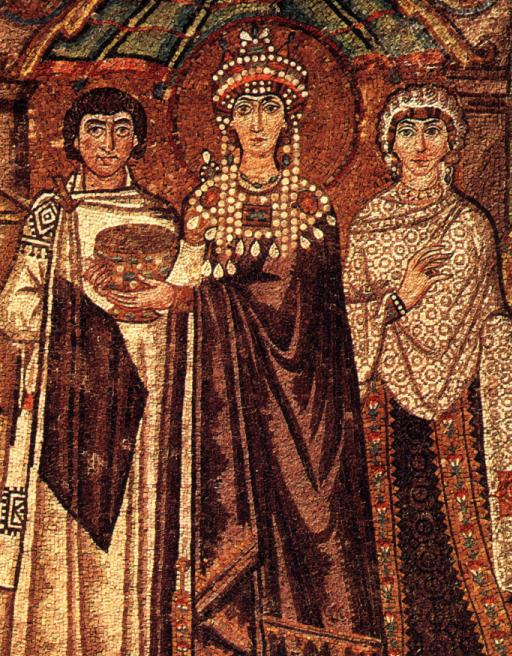
티리언 퍼플 복장을 한, 유스티니아누스 황제의 배우자 테오도라 황후 (6세기).
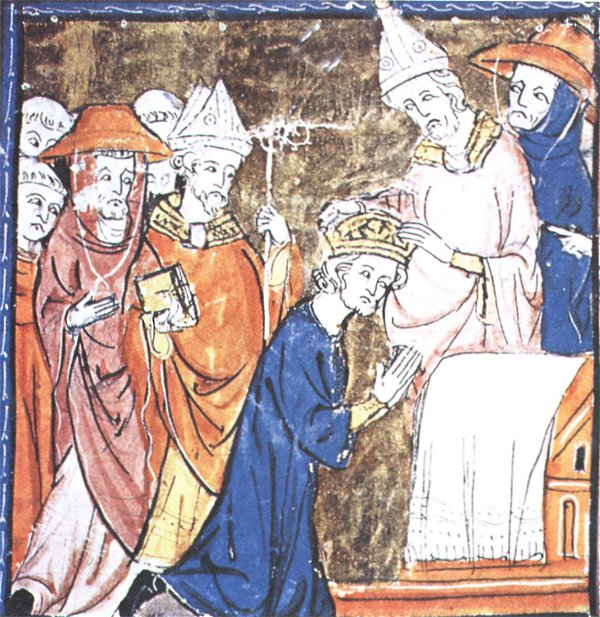
로열 블루를 착용한, 서기 800년 샤를마뉴 황제의 즉위식에 대한 중세 묘사. 주교들과 추기경들은 티리언 퍼플을, 교황은 하얀색을 하고 있다.
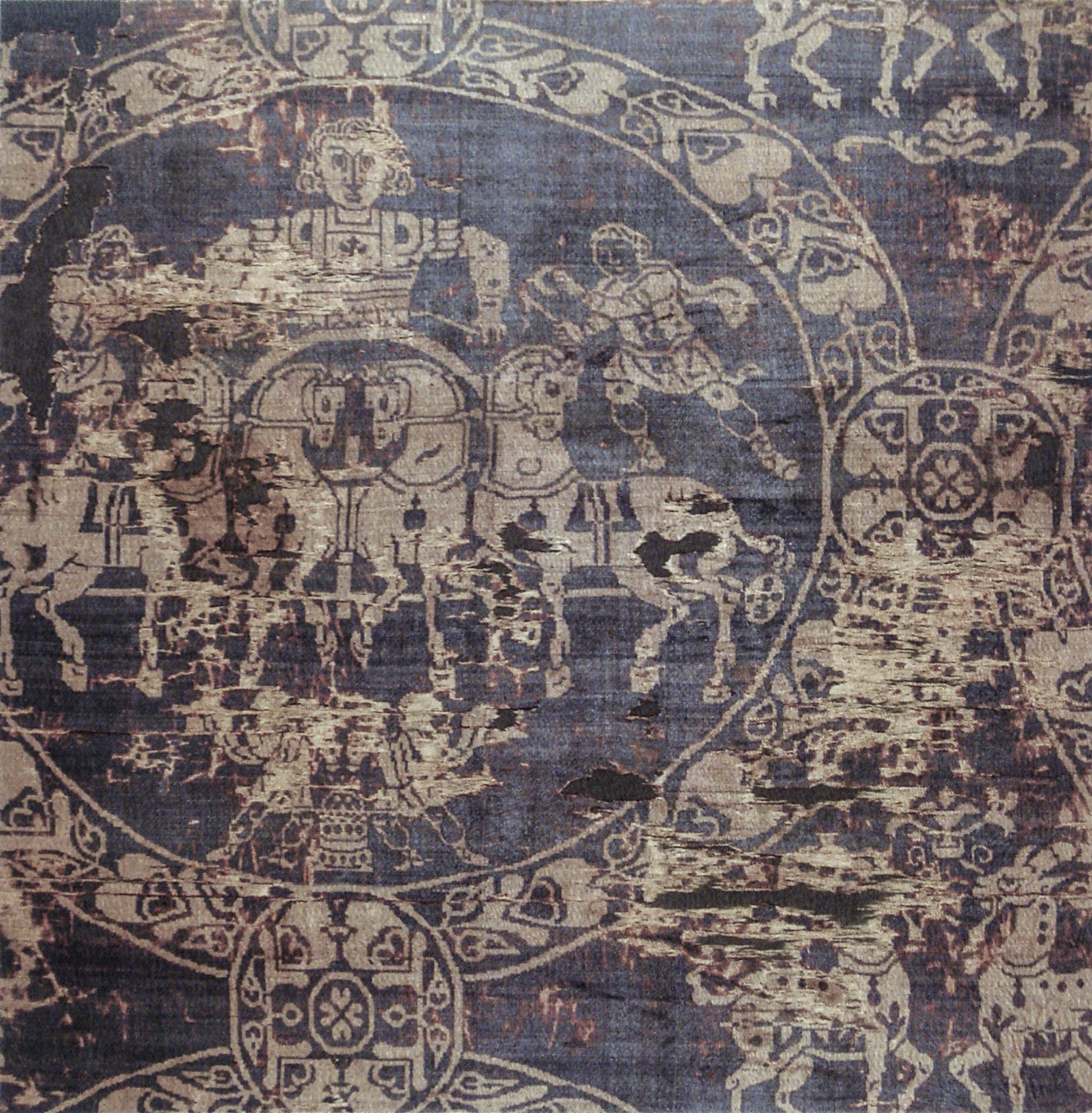
841년 샤를마뉴 황제가 매장됐을 당시의 수의 조각 일부. 콘스탄티노플에서 금과 티리언 퍼플로 만들어졌다.
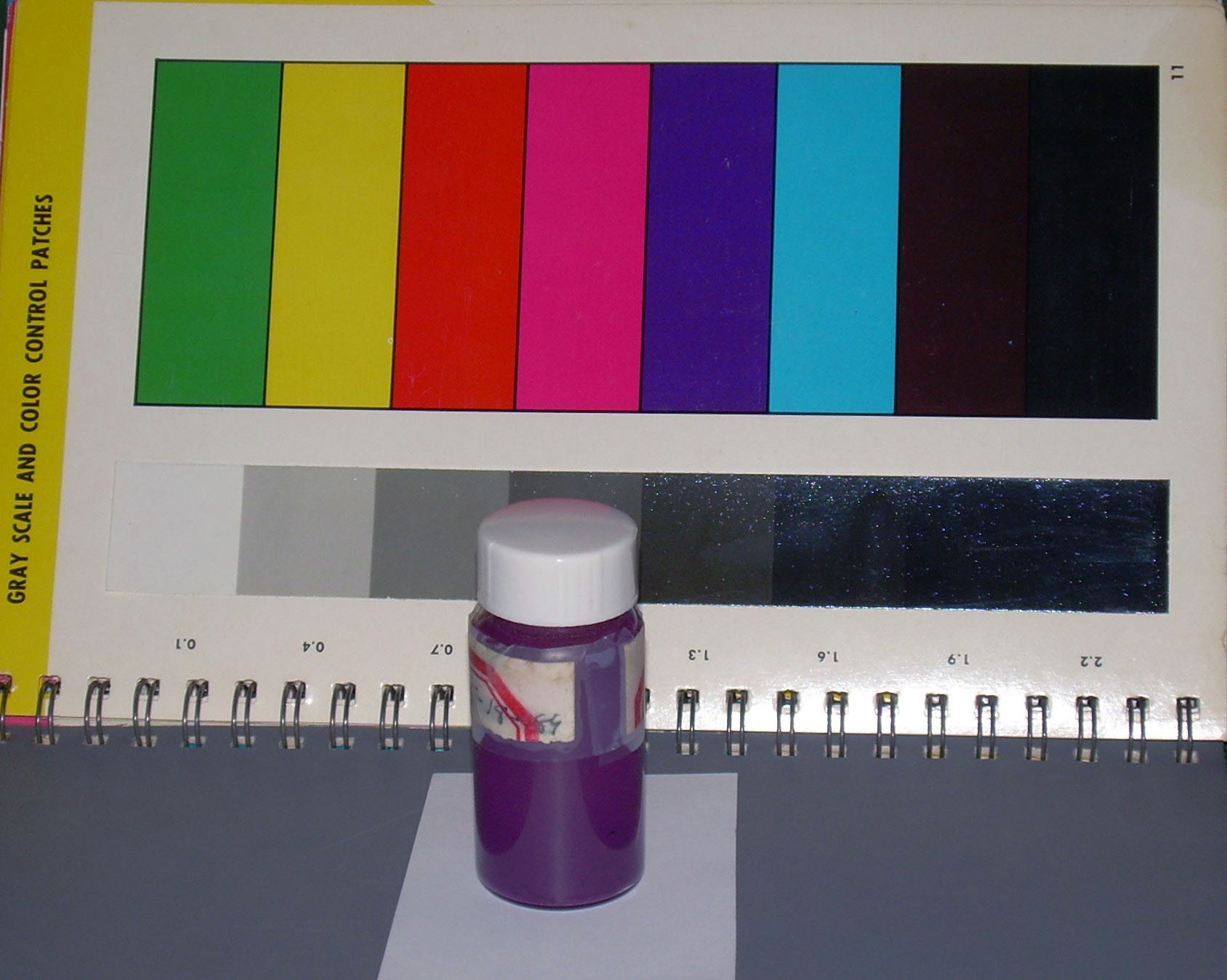
티리언 퍼플의 주요 구성 요소인 6,6'-dibromoindigo

## 내용주
1. ↑   또한 '포르피로게니토스'라는 용어는 황가의 출생소의 벽면을 둘렀던 반암이라 알려진 붉은빛깔의 자주색 암석을 나타내는 것일 수 있다.
2. ↑  Benkendorff et al. (1999)의 연구 때문에, 티리언 퍼플의 전구체 tyrindoleninone가 다제내성균에 대해 사용되는 잠재적 항균제로서 연구되었다.
3. ↑  티리언 퍼플이 지닌 문제점은 불용해성의 염료를 형성시키는 공기 및 빛과 매우 빠르게 반응한다는 것이다. (이런 이유로 플리니우스는 다음과 같이 말하였다: "... [패류가] 밀랍 같은 분비물이 분비되기만 하면, 점성이 없어지고 만다'. ...") 플리니우스는 산화 작용을 되돌리고 수용성 전구체를 원상 복구하는 선행 과정이 대량의 양모를 염색시키기 위해서 필수적이라 설명한다. 참조: Biggam CP (2006). “Knowledge of whelk dyes and pigments in Anglo-Saxon England”. 《Anglo-Saxon England》 35. pages 23–56; see especially pages 26–27. doi:10.1017/S0263675106000032. ISBN 9780521883429. S2CID 162937239. 또한 참조: C. J. Cooksey (2001) "Tyrian purple: 6,6’-Dibromoindigo and Related Compounds," Molecules,  6 (9) : 736–769, especially page 761. Indigo, which is chemically very similar to Tyrian purple, behaves similarly. See: http://www.indigopage.com/chemistry.htm